# Xuchang
Puyang (en chino, 许昌; pinyin, Xǔchāng (escuchar)ⓘ [chang]) es una ciudad-prefectura en la provincia de Henan, en la República Popular China. Limita con la capital provincial de Zhengzhou al noroeste y Kaifeng al noreste, con Zhoukou al este y Luohe al sur. Su área es de 4978 km² y su población total para 2010 superó los 4,3 millones de habitantes. 

## Administración
La ciudad prefectura de Xuchang se divide en 6 localidades que se administran en 2 distritos urbanos, 2 ciudades suburbanas y 2 condados rurales.
- Distrito Weido (魏 都 区)
- Distrito Jian'an (建安区)
- Ciudad Yuzhou (禹 州市)
- Ciudad Changge (长葛 市)
- Condado Yanling (鄢陵 县)
- Condado Xiangcheng (襄城 县)

## Toponimia
El topónimo Xuchang [/xi-chang/] se compone de los sinogramas Xu (nombre propio) y Chang (prosperidad).
La Casa Xu tomó dominio en esta región formando el Estado Xu (许国)
, que luego fue conquistado por el Estado Chu y anexada como Condado. A finales de la dinastía Han Oriental, Cao Cao trasladó al emperador Xian al Condado Xu, convirtiendo este lugar en la capital Han Oriental. Cuando Cao Pi fundó la dinastía Wei, estableció la capital en Luoyang y, basándose en el significado de "Han pereció en Xu, mientras que Wei prosperó (chang) en Xu" renombró el condado Xu como Xuchang, nombre que ha perdurado hasta hoy.

## Historia
Después de encontrar la capital Luoyang devastada por la guerra, Cao Cao convenció al emperador Xian para que trasladara la capital a lo que hoy es Xucháng en 196.
En el 196 estableció la corte imperial en Xucháng y desarrolló colonias agrícolas militares para mantener a su ejército. Después de destruir a Yuan Shu en el 197 y a los señores occidentales Lu Bu (198) y Liu Bei (199) en rápida sucesión, Cao Cao desvió su atención hacía Yuan Shao en el norte, que por sí mismo había eliminado a su rival norteño Gongsun Zan en ese mismo año.
En 2008, un cráneo (probablemente de una especie intermedia entre Homo erectus y Homo sapiens) de aproximadamente entre 80 000 y 100 000 años de antigüedad, fue hallado en Xuchang.

## Economía
Xucháng es un centro importante de la industria del tabaco chino. Sin embargo, debido a razones económicas, muchos agricultores han optado por disminuir las plantas de tabaco. Se ha convertido en importante productora de flores y de plantas medicinales. Han crecido las agroindustrias del trigo y la soya. Además es el centro de cría de cerdos más importante de Henan.
Además de la industria de alimentos se destacan también las industrias de materiales de construcción, textiles, joyería de diamantes, generación de electricidad y cosméticos para el cabello. La ciudad también es famosa por sus exportaciones de cabello humano.

## Clima
Xuchang tiene un clima subtropical húmedo con influencia monzónica, con cuatro estaciones bien diferenciadas. Los inviernos son frescos y secos, los veranos calurosos y húmedos, la primavera comienza es cálida, y el otoño es suave. Las lluvias caen principalmente de mayo a septiembre, ya que en esa época se concentra más del 70% de la precipitación anual. La ciudad tiene una temperatura media anual de 14,6 °C y su temperatura media mensual máxima es de 27,0 °C en julio y la mínima de 0,7 °C en enero. Cada año caen un poco más de 700 milímetros de precipitación, y hay 2280 horas de sol al año.
| Parámetros climáticos promedio de Xuchang, (1991–2020 normal, extremas 1971–2010) | Parámetros climáticos promedio de Xuchang, (1991–2020 normal, extremas 1971–2010) | Parámetros climáticos promedio de Xuchang, (1991–2020 normal, extremas 1971–2010) | Parámetros climáticos promedio de Xuchang, (1991–2020 normal, extremas 1971–2010) | Parámetros climáticos promedio de Xuchang, (1991–2020 normal, extremas 1971–2010) | Parámetros climáticos promedio de Xuchang, (1991–2020 normal, extremas 1971–2010) | Parámetros climáticos promedio de Xuchang, (1991–2020 normal, extremas 1971–2010) | Parámetros climáticos promedio de Xuchang, (1991–2020 normal, extremas 1971–2010) | Parámetros climáticos promedio de Xuchang, (1991–2020 normal, extremas 1971–2010) | Parámetros climáticos promedio de Xuchang, (1991–2020 normal, extremas 1971–2010) | Parámetros climáticos promedio de Xuchang, (1991–2020 normal, extremas 1971–2010) | Parámetros climáticos promedio de Xuchang, (1991–2020 normal, extremas 1971–2010) | Parámetros climáticos promedio de Xuchang, (1991–2020 normal, extremas 1971–2010) | Parámetros climáticos promedio de Xuchang, (1991–2020 normal, extremas 1971–2010) |
| Mes                                                                               | Ene.                                                                              | Feb.                                                                              | Mar.                                                                              | Abr.                                                                              | May.                                                                              | Jun.                                                                              | Jul.                                                                              | Ago.                                                                              | Sep.                                                                              | Oct.                                                                              | Nov.                                                                              | Dic.                                                                              | Anual                                                                             |
| --------------------------------------------------------------------------------- | --------------------------------------------------------------------------------- | --------------------------------------------------------------------------------- | --------------------------------------------------------------------------------- | --------------------------------------------------------------------------------- | --------------------------------------------------------------------------------- | --------------------------------------------------------------------------------- | --------------------------------------------------------------------------------- | --------------------------------------------------------------------------------- | --------------------------------------------------------------------------------- | --------------------------------------------------------------------------------- | --------------------------------------------------------------------------------- | --------------------------------------------------------------------------------- | --------------------------------------------------------------------------------- |
| Temp. máx. abs. (°C)                                                              | 20.2                                                                              | 23.5                                                                              | 28.3                                                                              | 34.2                                                                              | 39.3                                                                              | 41.9                                                                              | 40.4                                                                              | 38.9                                                                              | 37.2                                                                              | 35.1                                                                              | 27.7                                                                              | 21.4                                                                              | '                                                                                 |
| Temp. máx. media (°C)                                                             | 6.1                                                                               | 10.0                                                                              | 14.8                                                                              | 21.7                                                                              | 27.1                                                                              | 32.3                                                                              | 32.0                                                                              | 30.3                                                                              | 26.9                                                                              | 22.2                                                                              | 14.6                                                                              | 8.0                                                                               | 20.5                                                                              |
| Temp. media (°C)                                                                  | 0.7                                                                               | 4.2                                                                               | 9.0                                                                               | 15.6                                                                              | 21.1                                                                              | 26.1                                                                              | 27.2                                                                              | 25.6                                                                              | 21.2                                                                              | 15.9                                                                              | 8.7                                                                               | 2.8                                                                               | 14.8                                                                              |
| Temp. mín. media (°C)                                                             | -3.3                                                                              | -0.4                                                                              | 4.1                                                                               | 10.0                                                                              | 15.6                                                                              | 20.6                                                                              | 23.4                                                                              | 22.1                                                                              | 17.0                                                                              | 11.1                                                                              | 4.0                                                                               | -1.2                                                                              | 10.3                                                                              |
| Temp. mín. abs. (°C)                                                              | -16.4                                                                             | -19.6                                                                             | -11.5                                                                             | -2.9                                                                              | 3.2                                                                               | 11.6                                                                              | 16.4                                                                              | 11.7                                                                              | 6.3                                                                               | -0.9                                                                              | -13.1                                                                             | -14.0                                                                             | '                                                                                 |
| Precipitación total (mm)                                                          | 12.4                                                                              | 14.4                                                                              | 27.3                                                                              | 40.9                                                                              | 65.0                                                                              | 86.5                                                                              | 167.4                                                                             | 123.6                                                                             | 80.9                                                                              | 44.0                                                                              | 32.6                                                                              | 11.5                                                                              | 706.5                                                                             |
| Días de precipitaciones (≥ 0.1 mm)                                                | 4.3                                                                               | 4.9                                                                               | 5.9                                                                               | 6.1                                                                               | 7.7                                                                               | 7.9                                                                               | 11.5                                                                              | 10.6                                                                              | 8.9                                                                               | 6.6                                                                               | 6.0                                                                               | 4.0                                                                               | 84.4                                                                              |
| Días de nevadas (≥ 1 mm)                                                          | 4.0                                                                               | 3.0                                                                               | 1.3                                                                               | 0.1                                                                               | 0                                                                                 | 0                                                                                 | 0                                                                                 | 0                                                                                 | 0                                                                                 | 0                                                                                 | 1.2                                                                               | 2.7                                                                               | 12.3                                                                              |
| Horas de sol                                                                      | 111.1                                                                             | 122.1                                                                             | 160.8                                                                             | 188.8                                                                             | 201.6                                                                             | 181.7                                                                             | 175.1                                                                             | 164.0                                                                             | 147.5                                                                             | 140.3                                                                             | 125.4                                                                             | 118.8                                                                             | 1837.2                                                                            |
| Humedad relativa (%)                                                              | 65                                                                                | 65                                                                                | 65                                                                                | 68                                                                                | 67                                                                                | 65                                                                                | 79                                                                                | 83                                                                                | 78                                                                                | 70                                                                                | 70                                                                                | 65                                                                                | 70                                                                                |
| Fuente n.º 1: Administración Meteorológica de China                               |                                                                                   |                                                                                   |                                                                                   |                                                                                   |                                                                                   |                                                                                   |                                                                                   |                                                                                   |                                                                                   |                                                                                   |                                                                                   |                                                                                   |                                                                                   |
| Fuente n.º 2: Weather China                                                       |                                                                                   |                                                                                   |                                                                                   |                                                                                   |                                                                                   |                                                                                   |                                                                                   |                                                                                   |                                                                                   |                                                                                   |                                                                                   |                                                                                   |                                                                                   |

## Hermandad
El 18 de diciembre de 2006, el gobierno de la región de Oromia, en Etiopía firmó un acuerdo con la provincia de Henan para establecer un programa de ciudades hermanas con Ambo (Etiopía).